# بيير راسل
بيير راسل (بالإنجليزية: Pierre Russell)‏ مواليد 13 ديسمبر 1949 في كانساس سيتي,كنساس - الوفاة 12 يونيو 1995، كان لاعب كرة سلة أمريكي. بدأ مسيرته الاحترافية في سنة 1971. تم اختياره من قبل فريق ميلووكي باكز خلال الدرافت. حمل الرقم 15. بلغ طوله 6 قدم 4 بوصة (1.9 م). اعتزل اللعب في 1972.

## روابط خارجية
- بيير راسل على موقع سبورتس رفرنس (الإنجليزية)
- بيير راسل على موقع كلية كرة السلة في سبورتس رفرنس.كوم (الإنجليزية)
- بيير راسل على موقع ريلجم (الإنجليزية)
- بيير راسل على موقع بروبوليرز (الإنجليزية)